# 硼酸三乙酯
硼酸三乙酯是一种无色的、可燃的液体，化学式为B(C2H5O)3，是硼酸和乙醇形成的醚。

## 性质
硼酸三乙酯在−85°C熔化，在118°C沸腾。它可以燃烧，闪点为11°C。
它燃烧有绿色火焰，因此其乙醇溶液可以用于制作特效，以及用于焰火。

## 制备
硼酸和乙醇在酸催化剂的存在下反应，生成硼酸三乙酯：
B(OH)3 + 3 C2H5OH ⇌ (C2H5O)3B + 3 H2O
为了让该平衡反应向右移动，生成的水需要从反应中移除，如利用共沸蒸馏或吸附。

## 用途
硼酸三乙酯可用作制备合成蜡、树脂、油漆和清漆的溶剂和（或）催化剂。它也是纺织工业中的一些阻燃剂和一些焊剂的组分之一。

## 拓展阅读
- National Pollutant Inventory - Boron and compounds
- WebBook page for BC6H15O3 （页面存档备份，存于）